# Jaime Ray Newman
Jaime Ray Newman, född 2 april 1978 i Farmington Hills, Michigan, är en amerikansk skådespelare.
Newman har bland annat medverkat i filmen Golda. Hon har även medverkat i TV-serierna The Punisher och The Big Cigar.

## Filmografi (i urval)
- 2017 – The Punisher (TV-serie)
- 2023 – Golda
- 2024 – The Big Cigar (TV-serie)
- 2025 – The Hunting Wives (TV-serie)